# Vodkaster
Vodkaster était un réseau social français voué au cinéma, propriété de l'hebdomadaire Télérama.

## Historique
Fondé en octobre 2009 par Cyril Barthet, Benoît de Malartic et David Honnorat, le site se spécialise dans le partage de critiques de films à la manière d'Allociné (mais dans un format court, les « micro-critiques » de la taille d'un tweet, soit 140 caractères) et propose une base de données d'extraits de films ainsi que la possibilité de construire des quiz en ligne. Une section magazine est également disponible, qui couvre l'actualité du cinéma et certains festivals comme celui de Cannes, parfois avec des reportages vidéos (« Cannes Inside »). Le nom du site est issu d'une contraction entre podcast et VOD.
Vodkaster lance son application mobile sur iOS en 2011, et sur Android en 2013.
Dans un premier temps le site est financé par la publicité, avec un passage par la régie publicitaire de Première. Cette première source est ensuite complétée par des activités de B to B pour les professionnels du cinéma (promotion de films, conception de sites, opérations spéciales). 
Au début de l'année 2014, Vodkaster fusionne avec la startup Riplay après une levée de fonds de plus de 1,2 million d'euros auprès de trois fonds d'investissement (Partech Ventures, Elaia Partners, 3T) et avec le soutien public du CNC et de la BPI,. Après une refonte du site et le lancement d'une nouvelle version en mai, le site s'ouvre également aux séries et propose désormais à ses utilisateurs d'envoyer ses DVD à Vodkaster par la poste (via des points de collecte partout en France) pour pouvoir les consulter, puis les revendre d'occasion, sur la plateforme. Le site touche une commission de 0,99 € à chaque revente. La même année, Vodkaster rejoint l'ASIC.
En 2016, Vodkaster lance une campagne de financement participatif pour étendre son modèle à l'international sous le nom de MovieSwap. En dépit du succès de la campagne, le projet est annulé sous la pression des ayants droit et à la fin de l'année Vodkaster doit déposer le bilan. 
Début 2017, Télérama rachète le réseau social.
En mars 2025, Télérama ferme le réseau social.

## Fonctionnalités
Vodkaster s'affiche en tant que communauté de cinéphiles, amateurs comme chevronnés. Il est fondé sur le partage et l'appréciation de critiques, et ce dans le respect promu par les modérateurs actifs. 
La page de profil affiche les abonnements et abonnés de la communauté, ainsi que le nombre de notes attribuées aux films et séries, de micro-critiques écrites et de listes créées par l'utilisateur. Toutes notations et micro-critiques sont automatiquement publiques, mais les listes peuvent demeurer privées. 
Ce profil permet d'enregistrer ses préférences quant aux actants du cinéma, notamment des acteurs et actrices, puis des réalisateurs et réalisatrices; on peut exprimer son appréciation selon trois options : « J'aime ! », « Je ne sais pas ! » ou « Je déteste ! ». La page de chaque personnalité affiche le pourcentage des œuvres de l'artiste visionné par l'utilisateur. 
Enfin, un profil donne accès au jeu MovieQuiz, dont l'objectif est de trouver le titre associé à une capture de film parmi les 4 choix proposés, et ce en moins de 20 secondes. Le jeu se termine dès la première erreur. Il est possible de jouer 5 fois de suite, puis chaque vie est ensuite renouvelée toutes les 25 minutes. Le profil conserve les statistiques du joueur, soit le nombre total de films reconnus à travers les parties, le score moyen et la rapidité de réponse. 